# E59 (Ecuador)
De E59 of Vía Colectora Cumbe-Y de Corralitos (Verzamelweg Cumbe-Y de Corralitos) is een secundaire nationale weg in Ecuador. De weg loopt van Machala naar Cumbe en is 144 kilometer lang. 